# Marjorie Fielding
Marjorie Fielding (* 17. Februar 1890 in Gloucester; † 28. Dezember 1956 in London) war eine britische Bühnen- und Filmschauspielerin.

## Leben
Marjorie Fielding wuchs in Gloucester auf und besuchte das Ladies-College in Cheltenham. Nach der Schulzeit studierte sie an der Liverpool Repertoire Company und wurde als Theaterschauspielerin tätig. Ab den 1940er Jahren hatte sie regelmäßige Filmauftritte, oftmals als ältere Lady.

## Filmografie (Auswahl)
- 1941: Eine ruhige Hochzeit (Quiet Wedding)
- 1943: Yellow Canary
- 1946: Jugendliebe – Drei Tage Ferien (Quiet Weekend)
- 1948: Tanz in den Frühling (Spring in Park Lane)
- 1949: Verschwörer (Conspirator)
- 1949: Keine Wahl ohne Qual (The Chiltern Hundreds)
- 1950: Der Dreckspatz und die Königin (The Mudlark)
- 1951: Das Glück kam über Nacht (The Lavender Hill Mob)
- 1951: The Franchise Affair
- 1951: Der wunderbare Flimmerkasten (The Magic Box)
- 1952: Mandy
- 1953: The Net
- 1955: The Romantic Young Lady